# We Are (песня Hollywood Undead)
«We Are» — песня американской рэп-рок-группы Hollywood Undead, первый официальный сингл с их третьего студийного альбома Notes from the Underground. Песня попала в ротацию радиостанций 29 октября 2012 года. 30 октября сингл стал доступен для покупки через iTunes Store и Amazon.com.

## Создание и продвижение
В конце 2011 года Charlie Scene заявил в интервью, что группа начала работу над третьим студийным альбомом. Он также отметил, что звучание альбома будет больше походить на дебютный альбом Swan Songs, чем на предыдущий альбом American Tragedy.
В начале октября 2012 года группа дала интервью на фестивале KFMA’s Fall Ball 2012, в котором сообщила, что радиосингл выйдет 30 октября. Вскоре появилась неофициальная информация о названии трека — «We Are». 20 октября с выходом lyric-видео на песню «Dead Bite» было анонсировано, что первый сингл выйдет 29 октября 2012. 25 октября стал доступен предзаказ сингла на amazon.com, где была представлена обложка.
29 октября на сайте журнала Revolver состоялась премьера песни вместе с презентацией новых масок и анонсом альбома Notes from the Underground. В тот же день на канале Youtube группы появилось lyric-видео. 30 октября 2012 года появилась возможность купить сингл через iTunes Store и Amazon.com.

## Обзоры
30 октября 2012 года интернет-журнал Artist Direct опубликовал ревью на трек «We Are». Обозреватель Рик Флорино (Rick Florino) поставил песне 5 из 5 возможных баллов, отметив, что Hollywood Undead делают то же, что Korn некогда сделали для целого поколения.

«We Are» стремительно скользит вперёд с индастриал-звучанием гитар и тяжёлым басом. Песня подобна гимну, но в то же время заставляет вас потрясти своими задницами. Припев Danny напоминает Linkin Park времён Hybrid Theory. Тем не менее, Hollywood Undead ни на кого не похожи и неповторимы. Оригинальный текст (англ.)"We Are" glides forward with an industrial guitar and bass bitchslap that's both anthemic and worthy of ass-shaking. Meanwhile, Danny's hook is up there with anything Linkin Park churned out back in the Hybrid Theory days. Still, this Hollywood Undead, and they're decidedly unlike any other unit out there.— Рик Флорино (Artist Direct) 

## Видеоклип
15 ноября 2012 года на своей странице в твиттере группа сообщила о том, что режиссёром видеоклипа на песню «We Are» будет Шон «Clown» Крейен, перкуссионист де-мойнского ню-метал коллектива Slipknot. Съёмки проходили 19 и 20 ноября в бывшем госпитале Linda Vista в Лос-Анджелесе. 9 декабря был выложен тизер предстоящего видеоклипа. Клип появился на Youtube-канале Hollywood Undead 10 декабря 2012 года.

### Композиция видеоклипа
Во время вступления песни участники Hollywood Undead демонстрируются по очереди в заброшенном здании. С началом припева, который исполняет Danny, действие переносится в узкий тёмный коридор, по которому группа идёт в полном составе. Первый куплет исполняет Johnny 3 Tears. Он сидит за столом в просторной комнате и складывает из кучек кокаина слова «We are made from broken parts» (Мы созданы из осколков) — фразу из припева песни. В это время Danny смотрит телевизор в разгромленной комнате. С ним на диване сидит девочка, держащая в руках плюшевую игрушку. Переключая каналы, Danny видит передачу о фитнесе, военный парад и пересчёт толстой пачки банкнот. Когда начинается припев, он выбрасывает из рук пульт, достаёт арматуру и разбивает экран, а затем и все остальные телевизоры, находящиеся в комнате. Второй куплет исполняет J-Dog. Он сидит на скамейке в пустой церкви, а затем проходит в небольшую комнату, в которой висят фотографии всех участников Hollywood Undead и маска J-Dog времён альбома American Tragedy. Параллельно с этим Funny Man грабит совершенно пустой супермаркет, в спешке доставая деньги из кассы, и убегает. Когда начинается второй припев, по зданию проходит мужчина в солидном костюме. Da Kurlzz наблюдает за ним с лестницы. Мужчина останавливается у дальних дверей и стучит в них. Навстречу ему выходит Charlie Scene. После недолгого спора, он поджигает мужчину факелом, и тот, охваченный огнём, бросается прочь, но лишь упирается в забор. J-Dog снимает со стены фотографию Da Kurlzz и сжигает её, и в это время на Da Kurlzz, пытающегося прорваться сквозь сетку, нападают люди с бумажными пакетами на головах. J-Dog продолжает жечь фотографии: Danny разбивает последний телевизор и зеркало, и от него убегает девочка с игрушкой; Johnny 3 Tears опрокидывает стол, на котором старательно выкладывал кокаиновые буквы. В итоге группа уходит по коридору, и Funny Man закрывает дверь. Надпись над дверью гласит: «Управление психиатрическим отделением» (Departament of psychiatry).

## Список композиций
| №  | Название | Автор(ы)                                      | Длительность |
| -- | -------- | --------------------------------------------- | ------------ |
| 1. | «We Are» | Даниэль Мурильо, Джордж Рейган, Джорел Деккер | 4:34         |

## Позиции в чартах
| Чарт (2012)                           | Наивысшая позиция |
| ------------------------------------- | ----------------- |
| Rock Songs (Billboard)                | 33                |
| Rock Digital Songs (Billboard)        | 17                |
| Hot Mainstream Rock Tracks            | 29                |
| Hard Rock Digital Songs (Billboard)   | 1                 |
| Alternative Digital Songs (Billboard) | 13                |

## Участники записи
Hollywood Undead
- Danny — вокал
- Johnny 3 Tears — вокал, бас-гитара
- J-Dog — вокал, синтезатор, клавишные, скриминг
- Charlie Scene — соло-гитара
- Da Kurlzz — ударные (перкуссия)
- Funny Man — отсутствует в песне. Однако, он появляется в видеоклипе

Создатели
- Дэнни Лонер — продюсирование, также Дэнни упоминается в тексте самой песни (во время исполнения Johhny 3 Tears, первого куплета)